# Jordi Torres

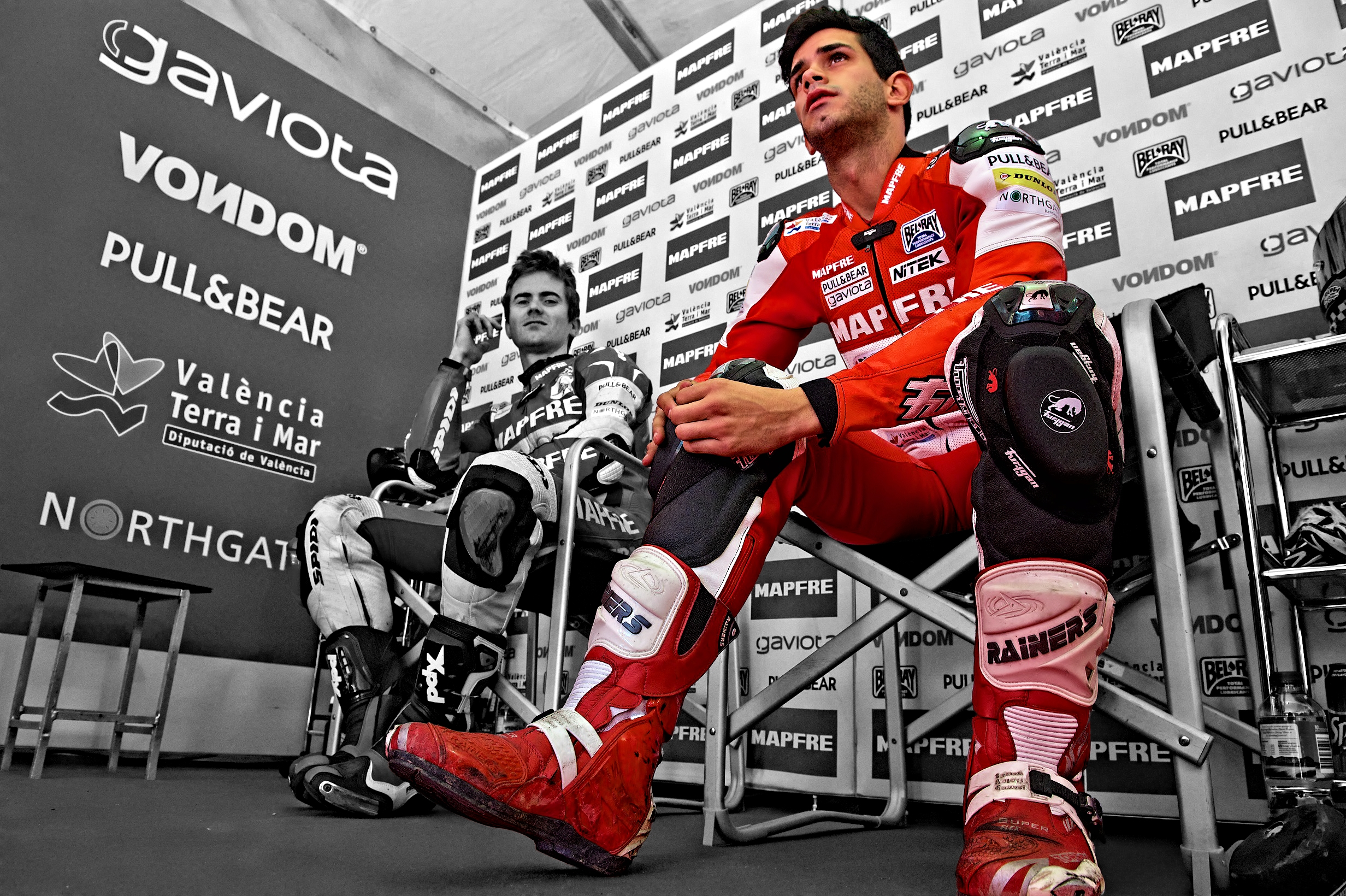

Jordi Torres Fernández (* 27. August 1987 in Rubí) ist ein spanischer Motorradrennfahrer.

## Karriere
Torres begann seine Karriere wie viele andere Fahrer mit sechs Jahren auf Pocketbikes. Später trat er in der spanischen Superstock-Meisterschaft an und fuhr meistens auf einer Yamaha. 2006 gab er sein Debüt in der Supersport-Weltmeisterschaft. Er nahm an zwei Rennen teil, konnte jedoch keines davon in den Punkten beenden.
2010 wechselte Torres in die Motorrad-Europameisterschaft, die er 2011 und 2012 in der Supersport-Klasse für sich entscheiden konnte.

### Moto2-Klasse
2010 debütierte Torres beim Großen Preis von Katalonien in der Moto2-Weltmeisterschaft auf einer Promoharris von MR Griful. Das Rennen schloss er mit dem 19. Platz ab.
2011 kam Torres bei elf von 17 Rennen (von denen er bei einem den Start verletzungsbedingt verpasste) als Ersatzfahrer beim Aspar Team zum Einsatz, blieb jedoch punktelos.
2012 ersetzte der Spanier zunächst bei Tech 3 den verletzten Stammfahrer Xavier Siméon. Dann übernahm er ab dem zehnten Saisonrennen bei Aspar den Platz von Toni Elías. Beim Großen Preis von Tschechien fuhr Torres als 13. erstmals in die Punkte. Seine beste Platzierung war der sechste Platz beim Großen Preis von Valencia. Dadurch schloss er die Saison als 19. ab und wurde im Oktober als Stammfahrer und Teamkollege von Nicolás Terol verpflichtet.
Beim Großen Preis von Deutschland 2013 fuhr Torres seinen ersten Sieg und Podestplatz ein. Er schloss die Saison als WM-Zehnter und bester Rookie ab.
2014 konnte der Spanier die letztjährigen Leistungen nicht wiederholen, wurde WM-16. und holte lediglich 57 Punkte und damit 71 weniger als im Vorjahr. Dennoch konnte er den höher eingeschätzten Nicolás Terol deutlich hinter sich lassen, der lediglich zwei Punkte einfuhr. Nachdem das Aspar Team verkündet hatte, 2015 nicht mehr in der Moto2 an den Start zu gehen, um sich mehr auf die MotoGP und Moto3 zu fokussieren, blieben damit auch Terol und Torres ohne Team. Beide entschlossen sich darauf, in die Superbike-Weltmeisterschaft zu wechseln.

### Superbike-Weltmeisterschaft
2015 trat Jordi Torres in der Superbike-WM für Aprilia an und übernahm den Platz Marco Melandris. Die ganze Saison über fuhr Torres konstant Top-6-Platzierungen ein, war allerdings meist im Schatten seines Teamkollegen Leon Haslam. Dennoch war die Saison auch für Torres sehr erfolgreich, er fuhr einen Sieg, einem zweiten und zwei dritte Plätze ein, was für den fünften WM-Rang genügte.
Nachdem Aprilia den werksseitigen Rückzug verkündet hatten, mussten sich Haslam und Torres für 2016 nach einem neuen Cockpit umsehen. Während der Brite in die British Superbike Championship wechselte, verblieb Torres in der Weltmeisterschaft und wechselte zum Althea Racing Team, das Bikes von BMW einsetzte. Sein Teamkollege war Markus Reiterberger. In dieser Saison gelangen dem Spanier zwar keine Podestplätze, jedoch blieb er weiterhin sehr konstant in den Top 8 und schloss die Saison als Gesamtsechster ab.
2017 verblieb Torres im Team und wurde WM-Neunter.
Für 2018 verkündete MV Agusta, Torres unter Vertrag zu nehmen. Er wurde WM-13.
Nach dem Rückzug MV Agustas wechselte Torres für 2019 zum Kawasaki-Kundenteam Team Pedercini Racing by Global Service Solutions. Er beendete die Saison als Elfter.
Auch 2020 hätte Torres bei Pedercini verbleiben sollen. Allerdings war das Team Ende Dezember 2019 aufgrund finanzieller Schwierigkeiten zunächst gezwungen, sich aus der Superbike- und Supersport-WM zurückzuziehen (später kehrte man mit Sandro Cortese als Fahrer zurück). Stattdessen sollte er bei seinem früheren Team Althea, das inzwischen zu Honda-Bikes gewechselt war, ab dem zweiten Rennwochenende als zweiter Fahrer antreten. Doch auch dazu kam es aufgrund von teaminternen Schwierigkeiten nicht. Somit blieb Torres nichts anderes übrig, als die Saison 2020 auszulassen.

### MotoGP-Klasse
2018 gab Torres sein Debüt in der Königsklasse, als er bei den letzten sechs Rennen den verletzten Tito Rabat bei Avintia Racing vertrat. Er fuhr als 15. beim Saisonfinale, dem Großen Preis von Valencia, einmal in die Punkte, und wurde WM-28.

### MotoE World Cup
2020 trat Torres für Pons Racing im MotoE World Cup an, den er für sich entscheiden konnte.

## Statistik

### Erfolge
- 2011 – CEV Moto2-Meister
- 2011 – Supersport-Europameister
- 2012 – CEV Moto2-Europameister
- 2012 – Supersport-Europameister
- 2013 – Moto2-Rookie of the Year auf Suter
- 2020 – MotoE-World-Cup-Gesamtsieger
- 2021 – MotoE-World-Cup-Gesamtsieger
- 1 Grand-Prix-Sieg

### In der Motorrad-Weltmeisterschaft
| Saison | Klasse | Team                     | Motorrad    | Rennen | Siege | Zweiter | Dritter | Poles | Schn. Runden | Punkte | Ergebnis |
| ------ | ------ | ------------------------ | ----------- | ------ | ----- | ------- | ------- | ----- | ------------ | ------ | -------- |
| 2010   | Moto2  | MR Griful                | Promoharris | 1      | –     | –       | –       | –     | –            | –      | –        |
| 2011   | Moto2  | Mapfre Aspar Team Moto2  | Suter       | 10     | –     | –       | –       | –     | –            | –      | –        |
| 2012   | Moto2  | Tech 3 Racing            | Tech 3      | 9      | –     | –       | –       | –     | –            | 31     | 19.      |
| 2012   | Moto2  | Mapfre Aspar Team Moto2  | Suter       | 9      | –     | –       | –       | –     | –            | 31     | 19.      |
| 2013   | Moto2  | Mapfre Aspar Team Moto2  | Suter       | 17     | 1     | 1       | 1       | –     | 1            | 128    | 10.      |
| 2014   | Moto2  | Mapfre Aspar Team Moto2  | Suter       | 18     | –     | –       | –       | –     | –            | 57     | 16.      |
| 2018   | MotoGP | Avintia Racing           | Ducati      | 5      | –     | –       | –       | –     | –            | 1      | 28.      |
| 2023   | Moto2  | GasGas Aspar Racing Team | Kalex       | 2      | –     | –       | –       | –     | –            | 0      | 31.      |
| Gesamt | Gesamt | Gesamt                   | Gesamt      | 62     | 1     | 1       | 1       | 0     | 1            | 217    |          |

Grand-Prix-Siege
| Saison | Klasse | Rennen      |
| ------ | ------ | ----------- |
| 2013   | Moto2  | Deutschland |

### Im MotoE World Cup
(Stand: Saisonende 2023)
| Saison | Team                | Motorrad | Rennen | Siege | Zweiter | Dritter | Poles | Schn. Runden | Punkte | Ergebnis     |
| ------ | ------------------- | -------- | ------ | ----- | ------- | ------- | ----- | ------------ | ------ | ------------ |
| 2020   | Pons Racing 40      | Energica | 7      | 1     | 2       | 1       | 2     | 1            | 114    | Gesamtsieger |
| 2021   | Pons Racing 40      | Energica | 7      | 1     | 1       | 2       | 1     | –            | 97     | Gesamtsieger |
| 2022   | HP Pons 40          | Energica | 9      | –     | –       | –       | –     | –            | 65     | 11.          |
| 2023   | Openbank Aspar Team | Ducati   | 16     | 2     | 3       | 1       | 6     | 1            | 217    | 2.           |
| Gesamt | Gesamt              | Gesamt   | 39     | 4     | 6       | 4       | 9     | 2            | 493    | 2 Titel      |

### In der Superbike-Weltmeisterschaft
| Saison | Team                                              | Motorrad  | Rennen | Siege | Zweiter | Dritter | Poles | Schn. Runden | Punkte | Ergebnis |
| ------ | ------------------------------------------------- | --------- | ------ | ----- | ------- | ------- | ----- | ------------ | ------ | -------- |
| 2015   | Aprilia Racing Team – Red Devils                  | Aprilia   | 26     | 1     | 1       | 2       | –     | –            | 247    | 5.       |
| 2016   | Althea BMW Racing Team                            | BMW       | 26     | –     | –       | –       | –     | –            | 213    | 6.       |
| 2017   | Althea BMW Racing Team                            | BMW       | 25     | –     | –       | –       | –     | –            | 258    | 9.       |
| 2018   | MV Agusta Reparto Corse                           | MV Agusta | 22     | –     | –       | –       | –     | –            | 98     | 13.      |
| 2019   | Team Pedercini Racing by Global Service Solutions | Kawasaki  | 37     | –     | –       | –       | –     | –            | 135    | 11.      |
| Gesamt | Gesamt                                            | Gesamt    | 136    | 1     | 1       | 2       | 0     | 0            | 851    |          |